# 阿维利亚纳
阿维利亚纳（義大利語：Avigliana）是意大利皮埃蒙特大区都灵省的一个市镇。人口12367(2010年12月31日)。

## 友好城市
- 法國 特雷塞尔沃